# Restul e tăcere (film)
Restul e tăcere este un film românesc din 2008, regizat de Nae Caranfil. A fost distins cu mai multe premii Gopo la Galele Gopo din 2009.
Filmul a avut un buget de peste 2 milioane de euro și reia – inserând elemente de ficțiune – povestea regizării primului lungmetraj românesc din istorie, Războiul de independență (1911).
Filmul este cea mai scumpă realizare cinematografică românească până la acea dată, costând aproximativ 8.400.000 de lei (peste 2.400.000 de euro), în totalitate din fonduri autohtone.

## Distribuție
- Marius Florea Vizante — Grigore Ursache, fiul actorului Iancu Ursache, un tânăr care a fost respins la examenul de admitere de la Conservatorul de Artă Dramatică, regizorul filmului
- Ovidiu Niculescu — Leon Negrescu, mare proprietar de terenuri în județul Ialomița, milionar filantrop, finanțatorul filmului
- Mirela Zeța — Emilia, tânăra actriță care lucrează ca model pentru artiștii plastici
- Mihai Gruia Sandu — Iancu Ursache, tatăl lui Grigore, un actor comic cunoscut al Teatrului Național din București
- Valentin Popescu — Catargiu, actor la Teatrul Național din București, interpretul lui Osman Pașa
- Nicu Mihoc — Anton („Toni”) Volbură, actor la Teatrul Național din București, scenaristul filmului și interpretul regelui Carol I
- Silviu Biriș — Raoul, actor la Teatrul Național din București, interpretul lui Peneș
- Gavril Pătru — cameramanul filmului
- Vlad Zamfirescu — Nuțu Ferefide, redactorul șef al ziarului Epoca, care a devenit ulterior avocat
- Samuel Tastet — Raymond Duffin, directorul filialei bucureștene a companiei franceze Gaumonde
- Florin Zamfirescu — colonelul Guță, prefectul Poliției Municipale București
- Alexandru Hasnaș — Carol I, regele României (1866-1914)
- Ioana Bulcă — Aristizza, o actriță celebră a vremii sale, interpreta mamei unui ostaș
- Eric Coustaud — Hugues Leroy, asistentul directorului Duffin
- Constantin Diță — pictorul protejat al lui Leon Negrescu, care a devenit ulterior negustor de pânzeturi
- Marinela Chelaru — țiganca ghicitoare din grădina publică
- Radu Bânzaru — maiorul Bujor, comandantul militarilor aduși la filmare
- Alexandru Pandele — generalul Suru, comandant de divizie în Războiul de Independență
- Dumitru Dumitru — generalul Dașchievici, veteran al Războiului de Independență
- Andrei Ionescu — generalul Pavlopol, veteran al Războiului de Independență
- Lucian Dinu — generalul Mocanu, veteran al Războiului de Independență
- Petre Lupu — pacient 1, actor la Teatrul evreiesc Jignița
- Ilie Gâlea — pacient 2, actor la Teatrul evreiesc Jignița
- Niculae Urs — pacient 3, actor la Teatrul evreiesc Jignița (menționat Nicolae Urs)
- Gheorghe Ifrim — secretarul și consilierul financiar al lui Leon Negrescu
- Constantin Zecheru — valetul lui Leon Negrescu
- Irina-Halina Cornișteanu — Gunnay, turcoaică, amanta lui Toni
- Dan Aștileanu — dandy-ul care o însoțește pe Emilia la restaurant
- Mihai Bendeac — reporterul ziarului Epoca
- Mihai Niculescu — Pache, directorul administrativ al Teatrului Național
- Bogdan Cotleț — noul custode al garderobei de la Teatrul Național
- Andreea Vulpe — Ana Belcea, văduva actorului Ion Belcea
- Nae Caranfil — profesorul șchiop de la Conservatorul de Artă Dramatică
- George Paul Avram — secretarul regelui Carol I (menționat Gheorghe Paul Avram)
- Bogdan Mușatescu — consilier regal 1
- Radu Aneste Petrescu — consilier regal 2
- Adrian Titieni — procurorul care-l acuză de sabotaj pe Leon Negrescu
- Gabriel Spahiu — tipul bizar care o însoțește pe Aristizza la restaurant
- Laurențiu Bănescu — jucătorul de cărți
- Hugues Nevo — funcționar parizian al companiei franceze Gaumonde
- Vlad Massaci — ofițer german
- Andrei Aradits — sergent german
- Constantin Florescu — portar 1
- Radu Zetu — portar 2
- Edgar Nistor — candidat la examenul de admitere de la Conservatorul de Artă Dramatică 1
- Alex Crețulescu — candidat la examenul de admitere de la Conservatorul de Artă Dramatică 2
- Horia Manea — candidat la examenul de admitere de la Conservatorul de Artă Dramatică 3
- Oltin Hurezeanu — candidat la examenul de admitere de la Conservatorul de Artă Dramatică 4
- Corneliu Jipa — profetul nebun din cimitir
- Marius Rizea — patronul unei cafenele în Bucureștiul aflat sub ocupație germană
- Petre Dinuliu — portarul de la Teatrul Liric
- Diana Cavallioti — o domnișoară elegantă din public (menționată Diana Cavalioti)
- Nicolae Călugărița — exploatant
- Andreea Grămoșteanu — actrița
- Cătălina Mihăescu — actrița 2
- Relu Poalelungi — balerinul
- Ion Maldea — birjarul
- Dan Nanoveanu — nea Gussi, proiecționistul filmului cu Divina Sarah
- Cristian Toma — locotenentul de poliție care pătrunde în sediul companiei Gaumonde
- Doru Cătănescu — turcul
- Mara Nicolescu — Divina Sarah, actriță celebră de la Teatrul Național din Paris
- Cristian Irimia — interpretul fantomei tatălui lui Hamlet
- Silviu Geamănu — interpretul lui Horațio (prietenul lui Hamlet)
- Nicolae-Emanuel Bordianu — copilul care-i vinde un bilet de cinema lui Grigore Ursache
- Vasile Albineț — căpitan de dorobanți (nemenționat)
- Marcel Horobeț (nemenționat)
- Răzvan Hîncu — interpretul lui Laertes (nemenționat)

## Primire
Filmul a fost vizionat de 22.970 de spectatori în cinematografele din România, după cum atestă o situație a numărului de spectatori înregistrat de filmele românești de la data premierei și până la data de 31 decembrie 2014 alcătuită de Centrul Național al Cinematografiei.

## Premii
- 2009: 9 premii Gopo printre care Gopo pentru cel mai bun film, Cel mai bun scenariu, Cea mai bună imagine etc